# Exclusive Tour CD
Exclusive Tour CD è un EP del gruppo musicale olandese The Gentle Storm, autoprodotto e pubblicato il 10 aprile 2015.

## Tracce
1. The Castle Hall – 3:24 (Arjen Anthony Lucassen)
2. A Day in the Life – 3:30 (John Lennon, Paul McCartney)
3. Comatose – 2:27 (Arjen Anthony Lucassen)
4. Mad World – 2:52 (Roland Orzabal)
5. Waking Dreams – 3:26 (Arjen Anthony Lucassen, Jonas Renkse, Anneke van Giersbergen)

## Formazione
Gruppo
- Anneke van Giersbergen – voce
- Arjen Anthony Lucassen – voce, chitarra acustica, basso acustico, mandolino, percussioni, hammered dulcimer

Altri musicisti
- Rob Snijders – batteria, percussioni